# Cumiana
Cumiana là một đô thị ở tỉnh Torino trong vùng Piedmont, có vị trí cách khoảng 30 km về phía tây nam của Torino, nước Ý. Tại thời điểm ngày 31 tháng 12 năm 2004, đô thị này có dân số 7.327 người và diện tích là 60,8 km².
Cumiana giáp các đô thị: Giaveno, Trana, Piossasco, Pinasca, Volvera, Pinerolo, Frossasco, Cantalupa, Airasca, và Piscina.